# Намжил Німбуєв
Намжил Німбуєв (11 червня 1948, Улан-Уде — 1 жовтня 1971) — бурятський поет.
Народився 11 червня 1948 року в Улан-Уде в сім'ї відомого в Бурятії поета Шираба Німбуєвича. Сестра Любов Німбуєва.
Писати вірші почав з дитинства під впливом батька. В 13 років за хороше навчання потрапив в «Артек», де заслужив «Велику золоту медаль Артека» за вірш «Руки геть від Африки». Після закінчення школи у 1966 році працював кореспондентом в газеті «Молодь Бурятії», а згодом вступив у Літературний інститут імені Горького в Москві. Вчився на перекладача, володів бурятською і монгольською мовами, зробив переклади творів сімнадцяти монгольських ліриків.
Помер в жовтні 1971, у віці 23 років.

## Творчість
- збірка «Стриножені блискавки» (1972), яку він сам готував у Бурятському книжковому видавництві, тоді в 1974 і 1979 роках у видавництві «Современник»
- збірка (1988) до 50-річчя, доповнена перекладами його віршів бурятською і спогадами сучасників
- двотомна збірка (2016)[1]

У двотомник увійшли всі вірші, написані Намжилом з 18 до 23 років, всього 11 тисяч віршованих рядків. Вірші Німбуєв писав російською, а бурятською їх переклала поетеса Цирен-Ханда Дарібазарова. Другий том складає проза Намжила Німбуєва: п'єси, оповідання, ліричні етюди, гуморески, детективна дитяча повість «Хлопчисько з бантиками» (написана у співавторстві з калмиком Олегом Манджієвим, видана в Елісті в 1974 році й Улан-Уде в 1988), спогади сучасників поета.
Вірші Німбуєва глибоко національні. Дослідники вважають Намжила Німбуєва одним з поетів, що збагатили російську поезію колотитом Сходу. Його творчість вивчають у Кембриджському й Оксфордському універститетах у розділі російської класики.[уточнити]

## Вшанування
У художника Сергія Коренєва є картина під назвою «Поезія Намжила Німбуєва».
Художник Михаїл Ромадін у 2000 створив диптих «Поети», в лівій частині якого в другому ряду зображений Намжил Німбуєв, а поруч з ним Лєрмонтов, Цвєтаєва, далі Пушкін, Маяковський, Ахмадуліна, Блок та інші.
Бурятський театр опери і балету представив балетний спектакль «Намжил»; режисер Артем Баскаков робив постановку «Намжил Нимбуев. Стихи» на сцені Буряад театру.
В Улан-Уде проходить Міжнародний поетичний конкурс імені Намжила Німбуєва.

## Про творчість Намбуєва
- Дамдинов Н. Талант и устремленность. — В кн.: Нимбуев Н. Стреноженные молнии. Стихи. М.: Современник, 1979.
- Идашкин Ю. Душа, полная поэзии. — Книжное обозрение, 1979, № 12.
- Липатов В. Светлые песни юности. — Байкал, 1975, № 3.
- Сергеева Л. «Стреноженные молнии». — Литературное обозрение, 1975, № 12.
- Унгинэ Е. Был у него сильный голос. — Наш современник, 1976, № 9.
- Хамгушкеева М. Жизнь, как молния. — В кн.: Земли моей молодые голоса. Улан-Удэ, 1981.